# Resentment (episodio de Wilfred)
«Resentment» (en español «Resentimiento») es el duodécimo episodio perteneciente a la segunda temporada de la serie de televisión cómica Wilfred. Fue estrenado el 13 de septiembre de 2012 en Estados Unidos y el 3 de febrero de 2013 en Latinoamérica ambos por FX. En el episodio, Ryan hace un viaje interno intentando buscar las respuestas de sus preguntas. En el episodio, Wilfred se empeña en querer destruir un gran momento en la vida de Jenna y Drew.

## Cita del comienzo
"El resentimiento es como tomar veneno y esperar que la otra persona muera."
Malachy McCourt

## Argumento
Mientras riega las plantas, Ryan ve que Jenna y Drew regresan de su viaje en Wisconsin, para hacer los preparativos de la boda. Jenna le pregunta a Ryan si él llevará acompañante, él comenta que asistirá, ahí mismo le comenta que Wilfred llevará las alianzas. Mientras pasean Wilfred se siente entusiasmado porque llevará las alianzas, por su parte, Ryan dice que no le interesa nada de eso. Wilfred le recomienda que Ryan le hable a Amanda y le pida ser  su acompañante en la boda, Ryan sólo se queda pensando. Al regresar a casa, Wilfred comienza a platicar con otros perros del vecindario, mientras que Drew le pide ayuda a Ryan para escribir sus votos matrimoniales, entonces le pide ayuda, algo que "lo inspire". Después de un rato, Drew comienza a reír, mientras que Wilfred enojado y serio le pide que se ponga a trabajar en los preparativos de la boda, Drew le lanza una Palomitas de maíz,Wilfred la atrapa con la boca rápidamente, cosa que le incomoda pues hace ese movimiento involuntariamente, totalmente enfurecido, se marcha. Drew le confiesa a Ryan que Jenna le fue infiel, a pesar de que fue hace tiempo, él la perdonó. Drew dice no tener las palabras para describir su sentimiento con Jenna, le enseña el anillo matrimonial a Ryan, Drew le pide a Ryan que acompañe a Wilfred a entregar las alianzas, él acepta a regañadientes. Más tarde en el sótano, Ryan se queja de toda la situación y dice no querer ir a la boda. Wilfred golpea a Ryan cuando él le dice que Jenna le fue infiel a Drew. Ryan frustrado lanza el anillo, Wilfred accidentalmente lo ingiere. Rápidamente Wilfred trata de defecar para expulsar el anillo. Mientras trata de expulsar el anillo, Wilfred dice que le lanzó el anillo con la finalidad de estropear la boda de Jenna y que trata de ponerlo en contra de Jenna diciéndole que Jenna es infiel. Wilfred dice que Jenna jamás le sería infiel acariciando a otro perro, Jenna y Drew llegan del supermercado y Wilfred comienza a sentir un olor distinto, ella dice que debe ser por Rocky de la tienda de animales,Wilfred se asusta al pensar que Jenna comprará un cachorro de raza pura. Wilfred también comienza a ver como Jenna acaricia a otros perros del vecindario, incluido Jelly beans, enemigo de Wilfred. Más tarde, Ryan trata de hacer que Wilfred defeque,sin embargo, él se encuentra depresivo por la "traición" de Jenna. Wilfred encuentra como venganza no defecar, para de esa manera no expulsar el anillo de la boda de Jenna y Drew. Ryan no encuentra otra solución más que comprar un anillo idéntico. Así que se dirige a la casa de Jenna y Drew, los encuentra en el Garaje. Jenna se marcha por un momento para enseñarle a ambos una cosa. Estando Solos Ryan y Drew, él le pregunta el precio del anillo, Drew contesta que fue comprado en 1950 por su abuelo y que es de gran valor emocional. Jenna aparece con su vestido de novia, al mismo tiempo que aparece Wilfred totalmente enojado y ebrio al lugar, Wilfred accidentalmente dispara con una escopeta en la pierna de Drew. Mientras Jenna acompaña a Drew al hospital, Ryan sale en busca de Wilfred, quien después del accidente se extravió. Cuando finalmente lo encuentra encerrado en un terreno baldío, Ryan le pide que entregue el anillo para que la boda siga y él se olvide de todo eso. Al alzar la voz, Wilfred llama la atención de un Pastor alemán quien se dirige directamente a Wilfred, él logra salir exitosamente y del susto defeca, encontrando ahí el anillo. De regreso a casa, Jenna se disculpa con Wilfred por haberle gritado cuando él le disparó a Drew. Ryan le pregunta acerca de la situación con su pierna. Drew contesta que su operación será el mismo día de la boda, por tanto la boda se cancela. Ryan les comenta que él puede organizarles la boda en su patio trasero. Ryan se dirige al apartamento de Amanda.

## Recepción

### Audiencia
El episodio fue visto por 0.64 millones de televidentes en su estreno original en Estados Unidos por FX.

### Recepción crítica
Max Nicholson de IGN dio al episodio un 7.5 sobre 10 diciendo: "Como siempre, fue muy divertido ver a Drew nuevo, de tonto y despistado como siempre. [...] Es difícil decir con una serie como esta, pero parece que en realidad podrían apartarse de la novela Ryan / Jenna después de todo. Eso no significa necesariamente que las cosas van a desplazarse con Amanda, pero Ryan sin duda parece estar rompiendo algunas barreras emocionales profundamente sembradas románticamente en esta temporada.
Rowan Kaiser de The A.V Club dio al episodio una "B+" comentando: "Este episodio no fue uno de los más divertidos del espectáculo, aunque tenía algunos momentos. Pero creo que Wilfred ha decidido que quiere ser un híbrido en serie de comedia y drama. En "resentment", demuestra por qué. Este es un episodio que termina una historia importante, resucita a otra, y configura el final de la temporada con... ¿qué? Hay una docena de direcciones diferentes que Wilfred podía ir, porque ha completado una de sus principales historias anteriores. Se trata de la mecánica de un drama serializado, y están funcionando bien para Wilfred ahora. Desde luego, estoy intrigado por las innumerables posibilidades de la final de la temporada."